# Deutsche Kriegsgräberstätte Hamburg-Bergedorf

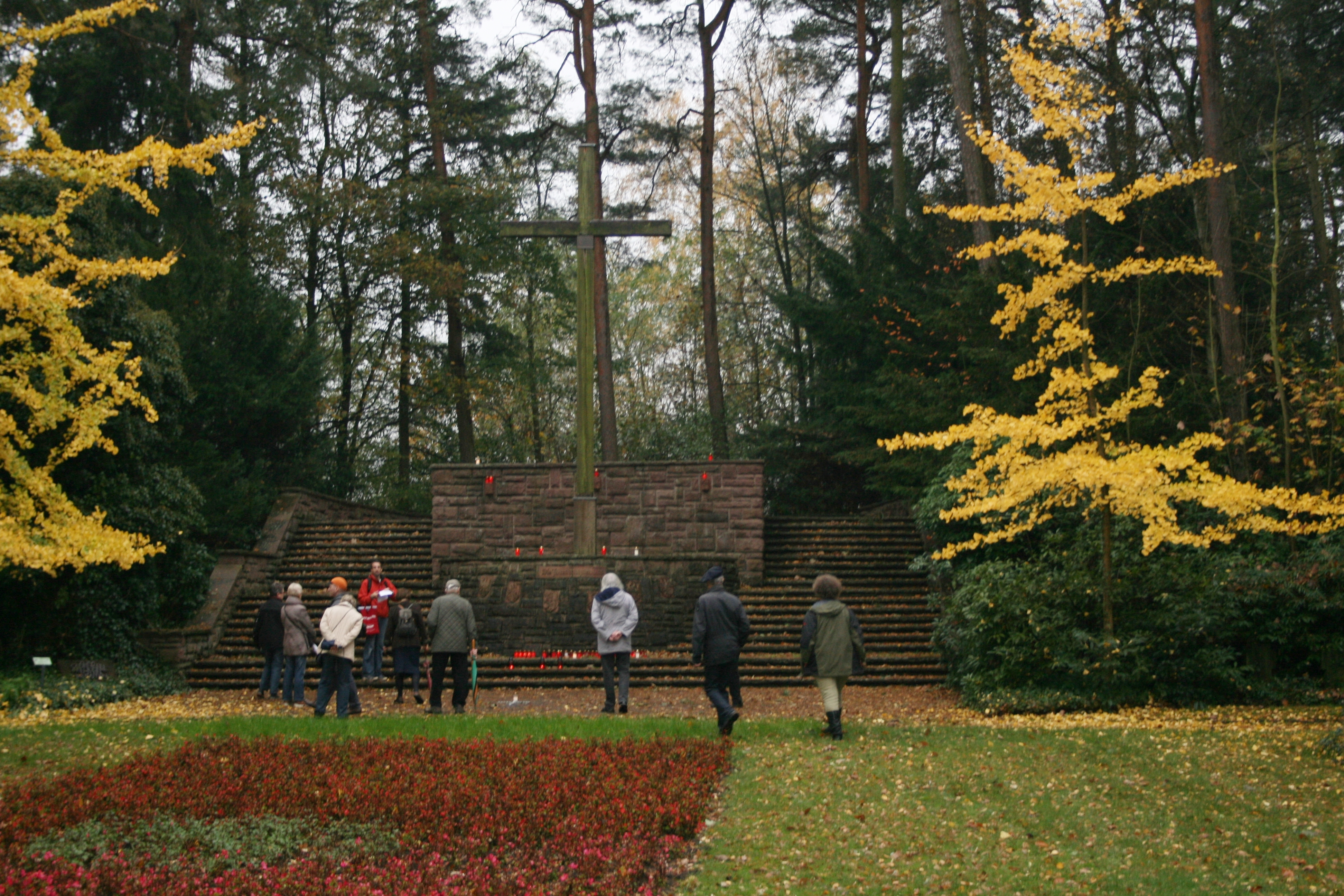
Hochkreuz Deutsche Kriegsgräberstätte Hamburg-Bergedorf

Die Deutsche Kriegsgräberstätte Hamburg-Bergedorf befindet sich auf dem alten Teil des Friedhofs Bergedorf zwischen der August-Bebel-Straße und der Schorrhöhe in der Nähe der Kapelle 1 und ist Ruhestätte für deutsche Soldaten, Bombenopfer und für Opfer der Gewaltherrschaft.

## Die Toten
In 250 Gräbern ruhen deutsche Soldaten des Ersten Weltkriegs und Zweiten Weltkriegs. Hierzu zählen auch die Gräber von Lazarett-Personal, Rot-Kreuz-Schwestern, Hilfskräften und Heimkehrern aus der Kriegsgefangenschaft. Bomben- und Zivilopfer wurden in 84 Gräbern beigesetzt. Seit 1974 wurden aus anderen Friedhofsteilen auch 68 Kriegstote und Opfer der Gewaltherrschaft aus zwölf Nationen hierher umgebettet. Die Namen der Beigesetzten sind digital gespeichert.

## Architektur

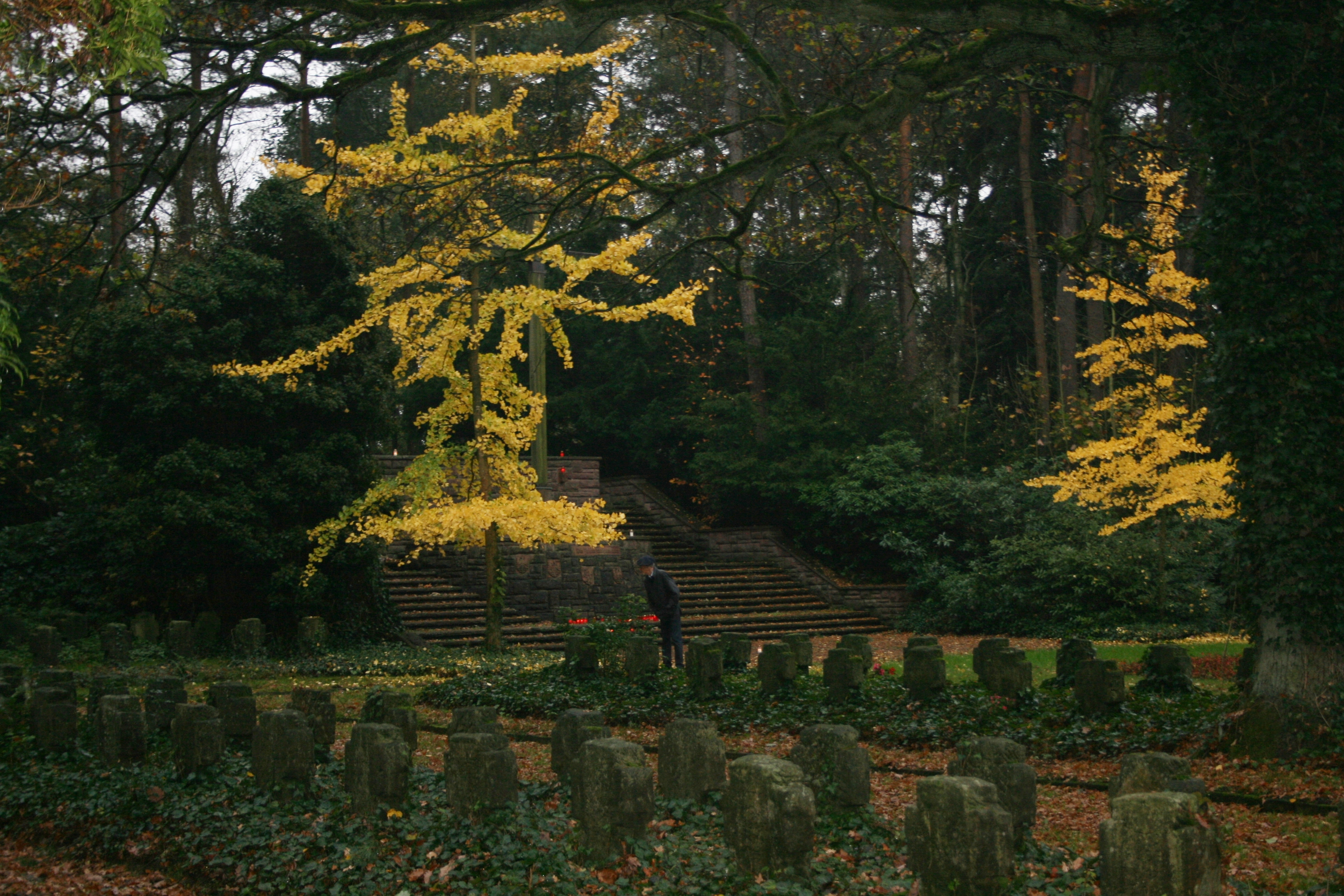
Steinkreuze Deutsche Kriegsgräberstätte Hamburg-Bergedorf

Die Kriegsgräberstätte besteht aus 19 rechteckigen Feldern. In ihnen markieren fast 400 stehende Steinkreuze die Gräber. Auf den Kreuzen sind Namen, Geburts- und Todesjahr angegeben. Ein Hochkreuz aus Eiche aus den 1950er Jahren weist auf den Gedenkplatz hin. Es steht auf einer Gedenkmauer aus rotem Wesersandstein mit Aussichtsplattform. Auf der Gedenkmauer sind die sechs Wappen der abgetrennten Ostgebiete Ostpreußen, Westpreußen, Pommern, Schlesien, Oberschlesien, Sudetenland angebracht.